# Beate Bischler
Beate Bischler (* 17. Juni 1968 in Schwenningen am Neckar) ist eine hochgradig sehbehinderte (2–5 % Sehrest) Judoka.

## Werdegang
Bei den Paralympics in Athen 2004 gewann sie die Bronzemedaille im Judo in der Klasse +70 kg. Silber und Bronze gewann sie bei der Weltmeisterschaft der (sehenden) Senioren Ü30 in Wien im Jahre 2004 in der Klasse +78 kg.
Für den Gewinn der Bronzemedaille bei den Paralympischen Spielen 2004 erhielt sie am 16. März 2005 von Bundespräsident Horst Köhler das Silberne Lorbeerblatt.

## Mitgliedschaften
- Judoabteilung des VfL Sindelfingen
- Mensa in Deutschland e.V. (MinD)
- MinD-Hochschul-Netzwerk (MHN) (Vorstandsmitglied)

## Sonstige Aktivitäten
- Dolmetscherin für Lormen (Tastalphabet für Taubblinde)